# Wiegen (Gleißenberg)
Wiegen ist ein Weiler in der Gemeinde Gleißenberg im Landkreis Cham des Regierungsbezirks Oberpfalz im Freistaat Bayern.

## Geografie
Wiegen liegt 2 Kilometer nördlich von Gleißenberg im Wiegental am Wiegenbach. Von Gleißenberg führt die Wiegentalstraße zu dem Weiler. Südöstlich von Wiegen erhebt sich der 533 Meter hohe Gleißenberg.

## Geschichte
Der Weiler Wiegen (auch: Am Steinrieder, Steinwiesen) wurde nicht in den amtlichen Ortsverzeichnissen aufgeführt. Er wurde aber in den Kirchenmatrikeln von 1838 bis 1997 genannt. In den historischen Karten aus dem 19. Jahrhundert steht die Bezeichnung In der Wiegen. In den modernen Karten lautet die Bezeichnung Am Steinrieder und Steinwiesen. Auf den ursprünglichen Namen Wiegen deuten die bis heute erhaltenen Namen Wiegenbach, für den Bach, an dem der Weiler liegt, und Wiegentalstraße für die Straße, die nach Wiegen führt.
Prälat Kraus schreibt in seiner Chronik über Gleißenberg im Jahr 1973:

„Hinter dem Gleißenberg versteckt sich der einsame Weiler Wiegen. Seinen Namen verdankt er offensichtlich der wiegenähnlichen Geländeform.“

Wiegen gehört zur Pfarrei Gleißenberg, Dekanat Cham. Es wurde in der Pfarrmatrikel von 1838 aufgeführt. Die Pfarrei Gleißenberg bestand zu dieser Zeit aus Gleißenberg, Berghof, Bogen, Bonholz, Eschlmais, Gschwand, Häuslarn, Hofmühl, Köstl (=Kesselmühle), Lixenried, Ried, Tradl und Wiegen. Zur Pfarrei Gleißenberg gehörte die Filialkirche Geigant mit Katzbach, Kühnried,  Lodischhof, Machtesberg, Ochsenweid, Roßhöfe, Sinzendorf und Zillendorf. 1997 hatte Wiegen 25 Katholiken.

## Einwohnerentwicklung von 1838 bis 2011
| Jahr | Einwohner | Gebäude |
| ---- | --------- | ------- |
| 1838 | 11        | 2       |
| 1913 | 24        | 4       |
| 1997 | 25        | k. A.   |
| 2011 | 24        | 5       |